# Jürgen Penker
Jürgen Penker (* 17. října 1982, Bregenz, Rakousko) je bývalý rakouský reprezentační hokejový brankář a trenér.

## Kariéra
Penker začínal svojí kariéru v mládežnických celcích týmu EHC Lustenau. V prvním týmu se objevil poprvé v sezóně 1999/2000, když hráli druhou nejvyšší rakouskou Eishockey-Nationalligu. V dalších třech sezónách působil v týmu na pozici prvního brankáře v rakouské nejvyšší lize EBEL. Poté, co tým spadl po sezóně 2002/2003 zpět do druhé rakouské ligy, přestoupil Penker do týmu VEU Feldkirch a po jedné sezóně do týmu EC Red Bull Salzburg, kde vystřídal na pozici prvního brankáře Robbieho Tallase. Před sezónou 2005/2006 podepsal smlouvu s týmem Vienna Capitals, kde měl nahradit po nepřesvědčivých výkonech Jeffa Maunda, ale pozici prvního brankáře nakonec získal Walter Bartholomäus.
V létě 2006 odešel Penker do týmu EHC Black Wings Linz, kde působil na pozici druhého brankáře Patrick Machreich. Po sezóně 2007/2008 se Penker stěhoval do dánského klubu Totempo HvIK, kde se ukázal v dobrém světle a v polovině sezóny přestoupil do švédského klubu Rögle BK, hrajícího tamní nejvyšší ligu. V týmu strávil i sezónu 2009/2010 a poté odešel zpět do rakouské nejvyšší ligy k týmu Vienna Capitals. Ročník 2011/2012 zahájil v dresu Nitry ve slovenské extralize po šestnácti odchytaných zápasech v listopadu 2011 přešel do norského Lørenskog IK. Během sezóny 2013/2014 se vrátil do Vienna Capitals. Následující sezónu neměl angažmá až do února 2015, kdy jej po zranění jejich druhého brankáře na zkoušku zařadil do sestavy švýcarský celek SC Rapperswil-Jona Lakers. Zasáhl do jednoho uktání nadstavbové skupiny o udržení v NL a řádnou smlouvu s klubem neuzavřel. Po konci hráčské kariéry se stal trenérem brankářů v EHC Black Wings Linz a od roku 2022 je evropským skautem Floridy Panthers.

## Úspěchy

### Týmové úspěchy
- 2002 – stříbrná medaile na Mistrovství světa juniorů (Divize 1)
- 2008 – zlatá medaile na Mistrovství světa (Divize I)

## Statistiky

### Klubové statistiky

#### Základní část
| Sezóna  | Tým                  | Liga          | Z  | V  | P  | R  | MIN  | OG  | POG  | ChS  | %ChS  | ČK | G | A | TM |
| ------- | -------------------- | ------------- | -- | -- | -- | -- | ---- | --- | ---- | ---- | ----- | -- | - | - | -- |
| 1999/00 | EHC Lustenau         | EBEL          | 6  | -- | -- | -- | 272  | 22  | 4,85 | 175  | 88,83 | -- | 0 | 0 | 2  |
| 2000/01 | EHC Lustenau         | EBEL          | 20 | -- | -- | -- | 1070 | 76  | 4,26 | 583  | 88,47 | -- | 0 | 0 | 8  |
| 2001/02 | EHC Lustenau         | EBEL          | 18 | -- | -- | -- | 1313 | 74  | 3,38 | 717  | 90,64 | -- | 0 | 2 | 0  |
| 2002/03 | EHC Lustenau         | EBEL          | 29 | -- | -- | -- | 1641 | 115 | 4,20 | 916  | 88,85 | 1  | 0 | 0 | 0  |
| 2003/04 | VEU Feldkirch        | EBEL          | 16 | 7  | 4  | 0  | 789  | 33  | 2,51 | 356  | 91,52 | 0  | 0 | 0 | 4  |
| 2003/04 | EHC Lustenau         | Nationalliga  | 2  | 0  | 1  | 0  | 92   | 9   | 5,87 | 46   | 83,64 | 0  | 0 | 0 | 0  |
| 2004/05 | EC Red Bull Salzburg | EBEL          | 35 | 10 | 20 | 1  | 1922 | 110 | 3,43 | 1002 | 90,11 | 0  | 0 | 1 | 2  |
| 2005/06 | Vienna Capitals      | EBEL          | 8  | 5  | 2  | 1  | 469  | 30  | 3,84 | 221  | 88,05 | 0  | 0 | 0 | 0  |
| 2006/07 | EHC Linz             | EBEL          | 22 | 7  | 7  | 0  | 990  | 58  | 3,52 | 450  | 88,58 | 0  | 0 | 2 | 20 |
| 2007/08 | EHC Linz             | EBEL          | 39 | 25 | 11 | 3  | 2319 | 94  | 2,43 | 1073 | 91,95 | 3  | 0 | 0 | 12 |
| 2008/09 | Totempo HvIK         | Superisligaen | 8  | 4  | 3  | 0  | 477  | 16  | 2,01 | 227  | 93,42 | 2  | 0 | 0 | 0  |
| 2008/09 | Rögle BK             | Elitserien    | 30 | -- | -- | -- | 1580 | 85  | 3,23 | 769  | 90,05 | 2  | 0 | 2 | 0  |
| 2009/10 | Rögle BK             | Elitserien    | 23 | -- | -- | -- | 1337 | 71  | 3,19 | 628  | 89,84 | 3  | 0 | 0 | 24 |
| 2010/11 | Vienna Capitals      | EBEL          | 28 | 17 | 7  | 3  | 1673 | 79  | 2,83 | 868  | 91,66 | 1  | 0 | 1 | 2  |

#### Play-off
| Sezóna  | Tým             | Liga       | Z  | V  | P  | R  | MIN | OG | POG  | ChS | %ChS  | ČK | G | A | TM |
| ------- | --------------- | ---------- | -- | -- | -- | -- | --- | -- | ---- | --- | ----- | -- | - | - | -- |
| 2000/01 | EHC Lustenau    | EBEL       | 5  | -- | -- | -- | 302 | 14 | 2,78 | 182 | 92,86 | -- | 0 | 0 | 0  |
| 2001/02 | EHC Lustenau    | EBEL       | 5  | -- | -- | -- | --  | -- | --   | --  | --    | -- | 0 | 0 | 0  |
| 2002/03 | EHC Lustenau    | EBEL       | 2  | 0  | 2  | 0  | 86  | 6  | 4,19 | 63  | 91,30 | 0  | 0 | 0 | 0  |
| 2005/06 | Vienna Capitals | EBEL       | 2  | 0  | 2  | 0  | 120 | 10 | 5,00 | 57  | 85,07 | 0  | 0 | 0 | 0  |
| 2007/08 | EHC Linz        | EBEL       | 11 | 5  | 6  | 0  | 654 | 28 | 2,57 | 322 | 92,00 | 0  | 0 | 1 | 2  |
| 2009/10 | Rögle BK        | Elitserien | 1  | -- | -- | -- | 42  | 2  | 2,85 | 18  | 90,00 | 0  | 0 | 0 | 0  |
| 2010/11 | Vienna Capitals | EBEL       | 7  | 5  | 2  | 0  | 385 | 21 | 3,28 | 187 | 89,90 | 0  | 0 | 0 | 0  |

### Reprezentační statistiky
| Sezóna | Tým      | Akce                      | Z | V  | P  | R  | MIN | OG | POG  | ChS | %ChS   | ČK | G | A | TM |
| ------ | -------- | ------------------------- | - | -- | -- | -- | --- | -- | ---- | --- | ------ | -- | - | - | -- |
| 1999   | Rakousko | MS 18' (D1)               | 2 | -- | -- | -- | --  | -- | --   | --  | --     | -- | 0 | 0 | 0  |
| 2000   | Rakousko | MS 18' (D1)               | 4 | -- | -- | -- | 239 | 11 | 2,76 | 83  | 88,30  | -- | 0 | 0 | 0  |
| 2001   | Rakousko | MSJ (D1)                  | 4 | -- | -- | -- | 163 | 10 | 3,68 | 55  | 84,62  | 0  | 0 | 0 | 0  |
| 2002   | Rakousko | MSJ (D1)                  | 4 | -- | -- | -- | 231 | 12 | 3,12 | 85  | 87,63  | 0  | 0 | 0 | 0  |
| 2003   | Rakousko | MS                        | 1 | 0  | 0  | 0  | 11  | 1  | 5,45 | 2   | 66,67  | 0  | 0 | 0 | 0  |
| 2008   | Rakousko | Euro Ice Hockey Challenge | 2 | 1  | 1  | 0  | 119 | 3  | 1,51 | --  | --     | 0  | 0 | 0 | 0  |
| 2008   | Rakousko | MS (D1)                   | 1 | 1  | 0  | 0  | 60  | 0  | 0,00 | 9   | 100,00 | 1  | 0 | 0 | 0  |
| 2009   | Rakousko | MS                        | 1 | 0  | 1  | 0  | 60  | 6  | 6,00 | 32  | 84,21  | 0  | 0 | 0 | 0  |
| 2011   | Rakousko | MS                        | 3 | 0  | 3  | 0  | 140 | 13 | 5,57 | 60  | 82,19  | 0  | 0 | 0 | 0  |

Legenda
- Z - Odehrané zápasy (Zápasy)
- V - Počet vyhraných zápasů (Vítězství)
- P - Počet prohraných zápasů (Porážky)
- R/PVP - Počet remíz respektive porážek v prodloužení zápasů (Remízy/Porážky v prodloužení)
- MIN - Počet odchytaných minut (Minuty)
- OG - Počet obdržených branek (Obdržené góly)
- ČK - Počet vychytaných čistých kont (Čistá konta)
- POG - Počet obdržených branek (Počet obdržených gólů)
- G - Počet vstřelených branek (Góly)
- A - Počet přihrávek na branku (Asistence)
- ChS - Počet chycených střel (Chycené střely)
- %CHS - % chycených střel (% chycených střel)